# Уайт, Джорди
Джо́рди О́сборн Уайт (англ. Jeordie Osbourne White), также известный под псевдонимом Тви́гги (англ. Twiggy), ранее Тви́гги Рами́рес (англ. Twiggy Ramirez; род. 20 июня 1971, Помптон-Лейкс, Нью-Джерси, США) — американский музыкант, ранее выступавший в качестве бас-гитариста группы Marilyn Manson, а также выступающий в роли мультиинструменталиста и вокалиста группы Goon Moon. Выступал в группах Nine Inch Nails и A Perfect Circle. Свой псевдоним, Twiggy Ramirez, составил из имён супермодели Твигги и серийного убийцы Ричарда Рамиреса.

## Карьера

### Начало творческого пути
Джорди родился в Нью-Джерси, в детстве переехал в Форт-Лодердейл на юг Флориды, где, по его собственному признанию, он воспитывался на «Звёздных Войнах и хэви-метале». У него есть три младших брата — Уэсли (Wesley), Дастин (Dustin) и Эйден (Aden). Его мать танцевала в клетке на концертах в 70-х годах. Он и его братья росли без отца, так как тот от них отказался, имя его неизвестно.
C 1989 по 1993 год Джорди был ритм-гитаристом, басистом и бэк-вокалистом группы Amboog-a-Lard, достаточно популярной в местных клубах. В 1992 году группа была представлена в пяти номинациях на ежегодном вручении наград «Slammie Awards». Большинство наград собрала группа Marilyn Manson and the Spooky Kids, а Джорди победил в категории «Лучший ритм-гитарист».
С фронтменом группы Marilyn Manson and the Spooky Kids Брайаном Уорнером, выступающим под псевдонимом Мэрилин Мэнсон, Джорди познакомился в начале 1990 года, когда работал в музыкальном магазине Broward Mall в Форте Лодердейл. Им обоим показалось, что у них много общего, но до совместной музыкальной работы было ещё далеко. В 1993 году он принял участие в стороннем проекте Мэнсона Mrs. Scabtree.

### Твигги Рамирес и Marilyn Manson
В 1994 году Мэрилин Мэнсон исключает из группы басиста Гиджета Гейна (Gidget Gein). Джорди принимает его приглашение присоединиться к группе в качестве бас-гитариста. В группе ему даётся псевдоним Твигги Рамирес (Twiggy Ramirez) в честь культовой британской модели 60-х годов Твигги (Twiggy) и серийного убийцы Ричарда Рамиреса (Richard «Night Stalker» Ramirez).
Джорди поначалу перенимает стиль Гейна, но впоследствии его образ становится уникальным и узнаваемым, начиная от яркого макияжа, используемого как на выступлениях, так и вне сцены, и заканчивая экстремальным поведением на концертах.
В 1994 году выходит их первый альбом «Portrait of an American Family», продюсером которого стал Трент Резнор, затем последовал тур на разогреве у группы Резнора Nine Inch Nails. В 1995 выходит сборник ремиксов и каверов «Smells Like Children». А в 1996 году выходит легендарный «Antichrist Superstar», который приносит группе мировую известность. Джорди, в образе Твигги Рамиреса, становится вторым лицом группы (после Мэрилина Мэнсона).
Джорди был частью группы Marilyn Manson как в плане написания музыки, так и в плане имиджа. Но 29 мая 2002 года его продолжительное музыкальное сотрудничество с Мэнсоном закончилось. 
9 января 2008 года стало известно о возвращении Джорди под прежним псевдонимом Твигги Рамирес в Marilyn Manson вместо Тима Скольда. Джорди вернулся в группу после шестилетнего перерыва, чтобы помочь команде в её предстоящем мировом турне. По окончании «Rape of the World Tour» Мэрилин и Джорди приступили к записи альбома «The High End of Low», выпущенного в мае 2009 года.
В ходе мирового тура в поддержку альбома музыканты приступили к записи материала для следующей номерной пластинки.
25 октября 2017 покинул Marilyn Manson из-за обвинений в изнасиловании от бывшей девушки Джессики Аддамс.

### Джорди Уайт в других проектах
После того, как Джорди в 2002 году покинул Marilyn Manson, он участвовал в прослушивании на место второго гитариста в группе Queens of the Stone Age, а также прослушивался на место басиста Metallica, после того, как Джейсон Ньюстед покинул группу. Спустя несколько месяцев Джорди в качестве басиста присоединился к A Perfect Circle, проекту фронтмена группы Tool Мэйнарда Джеймса Кинана и бывшего гитарного техника Tool Билли Ховердела, и начал выступать без грима под настоящим именем.
Джорди участвовал в записи девятого и десятого альбомов проекта Джоша Хомми из Queens of the Stone Age под названием The Desert Sessions и в записи дебютного альбома Мелиссы Ауф Дер Маур (Melissa Auf Der Maur).
В 2004 году Джорди участвовал в записи альбома «With Teeth» группы Nine Inch Nails, а в 2005 и 2006 году участвовал в туре NIN в поддержку этого альбома. В 2007 году Джорди отправляется с NIN в турне Year Zero.
Джорди написал песни для многих музыкантов, в частности, для групп Steel Dragon и Bif Naked и для модели Твигги Лоусон (Twiggy Lawson), с которой записал дуэт.

### Goon Moon
Группа Goon Moon была создана Джорди и Крисом Госсом (Chris Goss) в 2005 году, но выступать они начали только в октябре 2007.
В 2005 году вышел дебютный EP Goon Moon под названием «I Got a Brand New Egg Layin' Machine», записанный на Rancho De La Luna, Prescription и Regime Studios. Второй полнометражный альбом, «Licker’s Last Leg», группа выпустила в мае 2007 года.

## Личная жизнь
26 июля 2014 года женился на Лэйни Шанталь. Детей нет.
3.11.2022 стало известно о смерти Лэйни Шанталь. Она скончалась от передозировки наркотиков в возрасте 33 лет.

## Используемая аппаратура
Выступая с Marilyn Manson, Джорди отдавал предпочтение инструментам Gibson и бас-гитарам, которые используют представители классического рока:
- 1974 Gibson Ripper L9-S: можно видеть в клипе «The Dope Show». Эта гитара — подарок Джина Симмонса, который играл на ней, записывая альбом Kiss «Destroyer». Джорди подарил эту гитару Hard Rock Cafe в Оттаве, Канада
- 1977 Gibson RD Artist Bass: можно видеть в клипах «Dope Hat» и «Coma White». В 2005 году эта бас-гитара была продана на eBay фэну через общего друга Джорди и Мэнсона;
- 1992 Gibson Thunderbird IV Reverse: можно видеть в клипе «Disposable Teens». Джорди играл на этой бас-гитаре на концертах периода 1998—2002, а также после своего возвращения в группу Marilyn Manson в 2008 году;
- BC Rich Warlock Platinum Bass: можно видеть в клипе «Rock is Dead». Джорди играл на этой бас-гитаре на концертах периода 1998 −1999, а также во время исполнения «The Dope Show» на MTV Video Music Awards в 1998 году;
- Gibson EB-0 Bass;
- Gibson EB-1;
- Gibson Bass с автографом Nikki Sixx;
- Rickenbacker Bass.

Покинув Marilyn Manson, Джорди стал использовать следующие инструменты:
- Fender Precision Deluxe Bass (live, в туре A Perfect Circle 2003—2004)
- Spector NS-2 Bass (live, в туре A Perfect Circle 2003—2004)
- Steinberger Spirit Bass (live, в туре A Perfect Circle 2003—2004)
- Fender Precision Bass (live, в туре Nine Inch Nails)
- Music Man Sting Ray 4 Bass (live, в туре Nine Inch Nails)

## Дискография

### Amboog-A-Lard
- A New Hope (1993)

### Marilyn Manson
- Portrait of an American Family (1994) (В записи альбома не участвовал)
- Smells Like Children (1995)
- Antichrist Superstar (1996)
- Mechanical Animals (1998)
- The Last Tour on Earth (1999)
- Holy Wood (In the Shadow of the Valley of Death) (2000)
- Guns, God and Government (2000)
- The High End of Low (2009)
- Born Villain (2012)
- The Pale Emperor (2015)

### The Desert Sessions
- Volumes 9 & 10 (2003)

### A Perfect Circle
- Thirteenth Step (2003)
- eMOTIVe (2004)
- aMOTION (2004)

### Nine Inch Nails
- With Teeth (2005)
- Beside You in Time (2007)
- Year Zero (2007)

### Goon Moon
- I Got a Brand New Egg Layin’ Machine (2005)
- Licker’s Last Leg (2007)

### Саундтреки
- Dead Man on Campus («I Only Want to Be With You» с Twiggy) (1998)
- Goal! («Cast No Shadow (UNKLE Beachhead Mix)» с Oasis) (2005)

## Фильмография
- Dead To The World (1996)
- Шоссе в никуда (1997)
- God Is In The TV (1999)
- Guns, God and Government (2002)
- Some Kind of Monster (2004)
- Backstage Pass 3: Uncensored! (2005)
- Beside You in Time (Nine Inch Nails, 2007)